# مروان عنان
مروان عنان (31 مايو 1990 بالجزائر في الجزائر - ) هو لاعب كرة قدم جزائري في مركز الوسط. شارك مع منتخب الجزائر تحت 23 سنة لكرة القدم. أما مع النوادي، فقد لعب مع شباب بلوزداد.

## روابط خارجية
- مروان عنان على موقع قاعدة بيانات كرة القدم.إي يو (الإنجليزية)
- مروان عنان على موقع Soccerway.com (الإنجليزية)